# Irek Faizullin
Irek Envarovich Faizullin (russo: Ирек Энварович Файзуллин; nascido em 8 de dezembro de 1962), é um estadista e político russo que é actualmente Ministro da Construção e Habitação desde 10 de novembro de 2020. Ele foi vice-ministro da construção e habitação de 22 de janeiro de 2020 até 9 de novembro, quando o primeiro-ministro russo, Mikhail Mishustin, nomeou Faizullin para o cargo de ministro da construção e habitação. Ele foi aprovado pela Duma e confirmou o cargo em 10 de novembro.